# Episodi di Bitten (terza stagione)
La terza e ultima stagione della serie televisiva Bitten è stata trasmessa in prima visione assoluta in Canada dal 12 febbraio al 15 aprile 2016 su Space.
In lingua italiana la stagione è stata resa disponibile sulla piattaforma di trasmissione televisiva online TIMvision dal 13 giugno 2016. La trasmissione televisiva è invece inedita.
| nº | Titolo originale           | Titolo italiano        | Prima TV Canada  | Pubblicazione Italia |
| -- | -------------------------- | ---------------------- | ---------------- | -------------------- |
| 1  | Family, Of Sorts           | Un genere di famiglia  | 12 febbraio 2016 | 13 giugno 2016       |
| 2  | Our Own Blood              | Il nostro sangue       | 19 febbraio 2016 | 13 giugno 2016       |
| 3  | Right Behind You           | Proprio dietro di te   | 26 febbraio 2016 | 13 giugno 2016       |
| 4  | A Quiet Dog                | Un cane tranquillo     | 4 marzo 2016     | 13 giugno 2016       |
| 5  | Of Sonders Weight          | L'onere dei Sonders    | 11 marzo 2016    | 13 giugno 2016       |
| 6  | Rule of Anger              | Gestione della rabbia  | 18 marzo 2016    | 13 giugno 2016       |
| 7  | On the Brink               | Sull'orlo del baratro  | 25 marzo 2016    | 13 giugno 2016       |
| 8  | Tili Tili Bom              | Tili Tili Bom          | 1º aprile 2016   | 13 giugno 2016       |
| 9  | Shock the System           | Sistema di collisione  | 8 aprile 2016    | 13 giugno 2016       |
| 10 | Truth, Changes, Everything | La verità cambia tutto | 15 aprile 2016   | 13 giugno 2016       |